# Avenue du Nouveau-Conservatoire
L'avenue du Nouveau-Conservatoire est une voie du 19e arrondissement de Paris, en France.

## Situation et accès
L'avenue du Nouveau-Conservatoire est une voie privée située dans le 19e arrondissement de Paris. Elle débute avenue Jean-Jaurès et se termine rue Edgar-Varèse.

## Origine du nom
Le nom lui vient de la Cité de la musique et du nouveau Conservatoire national de musique (anciennement situé rue de Madrid), qu'elle longe.

## Historique
Cette voie située dans le parc de la Villette a reçu sa dénomination actuelle le 10 novembre 1987. 